# Tercera Federación
De Tercera División was de vierde voetbaldivisie van Spanje en vanaf seizoen 2021-2022 Tercera División RFEF genaamd is de vijfde voetbaldivisie van Spanje. Tijdens seizoen 2022-2023 werd de naam naar Tercera Federación aangepast.  Jaarlijks wordt een competitie, verdeeld over 18 groepen, afgewerkt tussen 20 of 21 teams. Vervolgens worden play-offs gespeeld voor promotie naar de Segunda División B. Voor deze play-offs classificeren zich de nummers 1 t/m 4 van elke groep. De nummers 18 t/m 20 dalen af naar de Preferente. De achttien groepen zijn ingedeeld naar regio. Tot 1977 was de competitie het derde niveau in Spanje. Tussen 1978 t/m 2020 het vierde niveau en vanaf 2021 het vijfde niveau.
Het laatste seizoen van deze reeks zal het tussenseizoen 2020-2021 zijn.  Tijdens seizoen wordt de competitie gehouden in drie fasen, waarvan de eerste overeenkomt met de reguliere competitie.  De tweede fase bestaat uit drie specifieke subcompetities.  De eerste subcompetitie waarin de ploegen gaan strijden voor de zesendertig rechtstreekse plaatsen voor de nieuwe Segunda División RFEF, en de tweeënzeventig ploegen die in de derde fase gaan strijden om de achttien overblijvende plaatsen in de Segunda División RFEF te bepalen. De tweede subcompetitie die gaat strijden voor zesendertig bijkomende plaatsen die in de derde fase gaan strijden om de achttien overblijvende plaatsen in de Segunda División RFEF te bepalen. Ten slotte de derde subcompetitie die gaat strijden voor vijftien plaatsen in de nieuwe Segunda División RFEF.  De derde fase om van de zestien gekwalificeerde ploegen naar de vier stijgers naar de Segunda División A te gaan, wordt gespeeld in twee rondes met directe uitschakeling na heen- en terugwedstrijden.
De Segunda División RFEF zal tijdens haar eerste seizoen 2021-2022 samengesteld zijn uit zesendertig ploegen van de voormalige Segunda División B en vierenvijftig ploegen uit Tercera División .  Deze ploegen worden in vier reeksen ondergebracht.
| Nummer groep | Streek              | Bekende teams                                                                   |
| ------------ | ------------------- | ------------------------------------------------------------------------------- |
| 1            | Galicië             | SD Compostela, Fabril                                                           |
| 2            | Asturië             | Caudal Deportivo, Real Avilés Club de Fútbol                                    |
| 3            | Cantabrië           | Gimnástica de Torrelavega                                                       |
| 4            | Baskenland          | Club Portugalete, Sestao River Club, CD Aurrerá de Vitoria, CD Baskonia         |
| 5            | Catalonië           | CE Europa, CE L'Hospitalet, CF Reus Deportiu, Terrassa FC, UE Sant Andreu       |
| 6            | Valencia            | CD Eldense, CD Alcoyano, UD Alzira, CD Olímpic de Xátiva                        |
| 7            | Madrid              | RSD Alcalá, CD Leganés B, AD Alcorcón B, Rayo B                                 |
| 8            | Castilië en León    | Numancia B, Palencia                                                            |
| 9            | Andalusië Oost      | Almería B, Real Jaén, Málaga B, Linares Deportivo, CD El Ejido 2012             |
| 10           | Andalusië West      | CD San Roque, Xerez Deportivo, Betis Deportivo, Córdoba B, Sevilla C            |
| 11           | Balearen            | Mallorca B                                                                      |
| 12           | Canarische Eilanden | Tenerife B, UD Las Palmas C                                                     |
| 13           | Murcia              | Cartagena FC, Real Murcia Imperial, UCAM Murcia CF B, Lorca FC, Lorca Deportiva |
| 14           | Extremadura         | CFV Villanovense                                                                |
| 15           | Navarra             | Peña Sport FC                                                                   |
| 16           | La Rioja            | SD Logroñés                                                                     |
| 17           | Aragón              | CD Teruel                                                                       |
| 18           | Castilië-La Mancha  | Albacete B, UB Conquense, CD Toledo                                             |

## Promotie
In het totaal stijgen er zevenentwintig ploegen naar de Segunda División RFEF. Op het einde van het reguliere seizoen stijgen de achttien kampioenen van de groepen.  De eerste play off, gespeeld binnen de groep, duidt een tweede ploeg aan.  Deze achttien ploegen spelen een tweede playoff, bestaande uit één ronde.  De winnaars promoveren ook.

## Degradatie
De degradatie is verschillend geregeld voor elke groep.
Primera División ·
Segunda División ·
Primera Federación ·
Segunda Federación ·
Tercera Federación ·
Spaans amateurvoetbal ·

Copa del Rey ·
Copa de la Liga ·
Supercopa de España · 
Primera División Femenina · 
Copa de la Reina

División de Honor de Futsal